# فرودگاه اسپنیش کی
فرودگاه اسپنیش کی (به انگلیسی: Spanish Cay Airport) یک فرودگاه همگانی است که یک باند فرود آسفالت دارد و طول باند آن ۱۳۴۲ متر است. این فرودگاه در کشور باهاما قرار دارد .